# Leningradzka Wyższa Wojskowo-Polityczna Szkoła Obrony Powietrznej
Leningradzka Wyższa Wojskowo-Polityczna Szkoła Obrony Powietrznej (ros. Ленинградское высшее военно-политическое училище ПВО имени Ю. В. Андропова, ЛВВПУ ПВО) – funkcjonująca od 18 maja 1967 do 1992 wyższa radziecka uczelnia wojskowa w wojskowym miasteczku Goriełowo (osiedle Toriki), rejon krasnosielski Leningradu.
Szkoła w czteroletnim systemie nauczania kształciła oficerów i pracowników politycznych sił obrony powietrznej. Po jej ukończeniu absolwenci otrzymywali stopień wojskowy porucznika, kwalifikacje oficera z wyższym wykształceniem cywilnym i średnim specjalistycznym wykształceniem wojskowym. Od 1983 absolwenci uzyskiwali ponadto cywilne kwalifikacje „nauczyciela historii i nauk społecznych ZSRR”, a absolwenci z lat 1991 i 1992 – cywilne kwalifikacje „socjalnego pedagoga-psychologa” .
Jak do pozostałych szkół wojskowo-politycznych, tak i do tej przyjmowano żołnierzy pełniących terminową i nadterminową służbę wojskową, absolwentów szkół suworowskich i nachimowskich, chorążych i miczmanów, a także ochotników spośród młodzieży cywilnej o odpowiednim stanie zdrowia spośród członków i kandydatów na członków KPZR i członków Komsomołu, rekomendowanych przez macierzystą organizację partyjną lub rejonowy (miejski) komitet Komsomołu .